# Punto d'ingresso
Nella programmazione, un punto d'ingresso (entry point in inglese) è un indirizzo di memoria corrispondente a un punto nel codice sorgente di un programma per computer che è inteso come la destinazione di un "salto lungo" (long jump), sia esso interno o esterno.
Nella maggior parte dei sistemi informatici di oggi, quali Microsoft Windows e Unix, un programma ha di norma un singolo punto d'ingresso. Nei programmi scritti in linguaggio C, C++ e Java questo è la funzione main(). Salti lunghi interni specificati in modo esplicito (ad esempio mediante goto) sono scoraggiati.